# 반장 진난서 아즈미 반장 4
《반장 진난서 아즈미 반장 4》는 2011년 4월 11일부터 2011년 6월 27일까지 방영된 문화방송 시트콤. 총301부작

### 제작진
- 극본 : 오오카와 토시미치
- 연출 : 사카이 마사히로, 무라타 시노부, 타케무라 켄타로, 타케조노 하지메

## 출연진
- 사사키 쿠라노스케 : 아즈미 츠요시 역
- 나카무라 슌스케 : 무라사메 아키히코 역
- 츠카지 무가 : 스다 사부로 역
- 쿠로타니 토모카 : 미즈노 마호 역
- 카슈 토시키 : 쿠로키 카즈야 역
- 야마구치 쇼고 : 사쿠라이 타이치로 역
- 야스 메구미 : 야마구치 유키코 역
- 호소카와 시게키 : 하야미 나오키 역
- 타야마 료세이 : 카네코 로쿠로 역
- 시부야 아스카 : 아즈미 료코 역
- 우카지 타카시 : 타카노 유지 역